# بن هوروویتس
بنجامین آبراهام هوروویتس (انگلیسی: Benjamin Abraham Horowitz؛ زادهٔ ۱۳ ژوئن ۱۹۶۶) تاجر، سرمایه‌گذار، وبلاگ نویس و نویسنده آمریکایی است. او یک کارآفرین و بنیانگذار فناوری به همراه مارک اندریسن از شرکت سرمایه‌گذاری خطرپذیر آندرسن هوروویتس است. هوروویتس قبلاً رئیس و مدیر اجرایی شرکت نرم‌افزاری سازمانی Opsware بود که هیولت پاکارد آن را در سال ۲۰۰۷ خریداری کرد. هوروویتس نویسنده کتاب‌های چیزهای سخت دربارهٔ چیزهای سخت: ایجاد یک تجارت در صورت عدم پاسخ آسان کتابی دربارهٔ استارتاپ‌ها، و شما اعمالتان هستید: چگونه فرهنگ تجاری خود را ایجاد کنیم است.

## سنین جوانی و تحصیلات
هوروویتس در لندن، انگلیس متولد شد و در برکلی، کالیفرنیا، بزرگ شد. والدین او الیسا کراوتامر و نویسنده و مدافع محافظه کار دیوید هوروویتز بودند. پدربزرگ و مادربزرگ هوروویتس مهاجران یهودی از امپراتوری روسیه بودند که در اواسط قرن ۱۹ و اوایل قرن ۲۰ وارد ایالات متحده شدند. هوروویتس در سال ۱۹۸۸ لیسانس علوم کامپیوتر از دانشگاه کلمبیا و کارشناسی ارشد علوم کامپیوتر از دانشگاه کالیفرنیا، لس آنجلس در سال ۱۹۹۰ دریافت کرد.

## حرفه
هوروویتس کار خود را به عنوان مهندس در سیلیکون گرافیکس در سال ۱۹۹۰ آغاز کرد. در سال ۱۹۹۵، هوروویتس به عنوان مدیر محصول در نت‌اسکیپ به مارک آندرسن پیوست. از سال ۱۹۹۷ تا ۱۹۹۸، هوروویتس معاون رئیس بخش سرپرستی و امنیت خط تولید در نت‌اسکیپ بود. پس از آنکه نت‌اسکیپ توسط AOL در سال ۱۹۹۸ خریداری شد، هوروویتس به عنوان معاون رئیس بخش تجارت الکترونیکی ای‌اوال خدمت کرد.
در سپتامبر ۱۹۹۹، هوروویتس با آندرسن، تیم هاوز و سک ری، بنیانگذار Loudcloud شد. لود کلود، خدمات میزبانی زیرساخت و برنامه را به مشتریان سازمانی و اینترنتی مانند شرکت شرکت فورد موتور , نایکی، گانیت، نیوز کورپوریشن، نیروی زمینی ایالات متحده آمریکا و سایر سازمان‌های بزرگ ارائه می‌داد. هوروویتس در ۹ مارس ۲۰۰۱ لود کلود را به عرضهٔ عمومی درآورد.
در ژوئن ۲۰۰۲، هوروویتس تبدیل لود کلود را به Opsware، یک شرکت نرم‌افزاری سازمانی آغاز کرد. او اولین قدم را با فروش عمده خدمات مدیریتی این سیستم به سیستم‌های داده الکترونیکی به مبلغ ۶۳٫۵ میلیون دلار به صورت نقدی برداشت. این معامله ۱۰۰٪ از درآمد لود کلود را به EDS منتقل کرد در حالی که این شرکت در NASDAQ به صورت عمومی معامله می‌شد. با شروع EDS به عنوان اولین مشتری نرم‌افزار سازمانی خود، هوروویتس با افزایش بیش از ۱۰۰ میلیون دلار درآمد سالانه و ۵۵۰ کارمند، Opsware را به صدها مشتری سازمانی تبدیل کرد. در ژوئیه ۲۰۰۷، هوروویتس Opsware را به مبلغ ۱٫۶ میلیارد دلار پول نقد به هیولت پاکارد فروخت.
هوروویتس رئیس و مدیر اجرایی لود کلود و Opsware در کل تاریخ شرکت بود. در این راه، سهام Opsware IPO با قیمت ۶ دلار فروخته شد، ۰٫۳۵ دلار برای هر سهم، و در زمان فروش به اچ‌پی انترپرایس سرویسز با هر سهم ۱۴٫۲۵ دلار معامله شد.
پس از فروش Opsware به Hewlett-Packard، هوروویتس یک سال را در Hewlett-Packard به عنوان معاون رئیس و مدیر کل در نرم‌افزار HP با مسئولیت ۳۰۰۰ کارمند و ۲٫۸ میلیارد دلار درآمد سالانه گذراند.

### آندرسن هوروویتس
در ۶ ژوئیه ۲۰۰۹، هوروویتس و آندرسن، به منظور سرمایه‌گذاری و مشاوره به هر دو شرکت تازه تأسیس در مراحل اولیه و همچنین شرکت‌های رشد یافته‌تر در فناوری پیشرفته، آندریسن هوروویتس را راه‌اندازی کردند. آندرسن هوروویتس با سرمایهٔ اولیه ۳۰۰ میلیون دلار شروع کرد و ظرف سه سال ۲٫۷ میلیارد دلار تحت مدیریت سه صندوق داشت.